# Winamp
Winamp er en medieafspiller ejet af Nullsoft, som nu er blevet til et datterselskab af Time Warner. Den kan fås både i en gratis udgave, og en pro udgave som koster $19.95 (ca. 100 DKK). Winamp er iblandt de allermest brugte medieafspillere, og har en lang række multimedie-formater understøttet. Winamp har også plugin- og skinsupport, som delvist også er understøttet af XMMS, hvilket er et klonet alternativ til Unix-like systemer som Linux. Winamp kan også køres på Unix-like systemer, ved brug af kompatibilitets-lag, som eksempelvis Wine.
Winamp blev først frigivet af Justin Frankel i 1997. Den voksede fra 33 millioner brugere i februar 2005 til over 57 millioner brugere i september 2006.